# فران نونيز
فران نونيز (بالإسبانية: Fran Núñez)‏ هو لاعب كرة قدم إسباني، ولد في 15 مايو 1995 في سان بارتولومي دي تيراخانا في إسبانيا. لعب مع Atlético Levante UD ‏.

## وصلات خارجية
- فران نونيز على موقع قاعدة بيانات كرة القدم.إي يو (الإنجليزية)
- فران نونيز على موقع ناشيونال فوتبول تيمز (الإنجليزية)
- فران نونيز على موقع Soccerway.com (الإنجليزية)